# Bruno Keßler

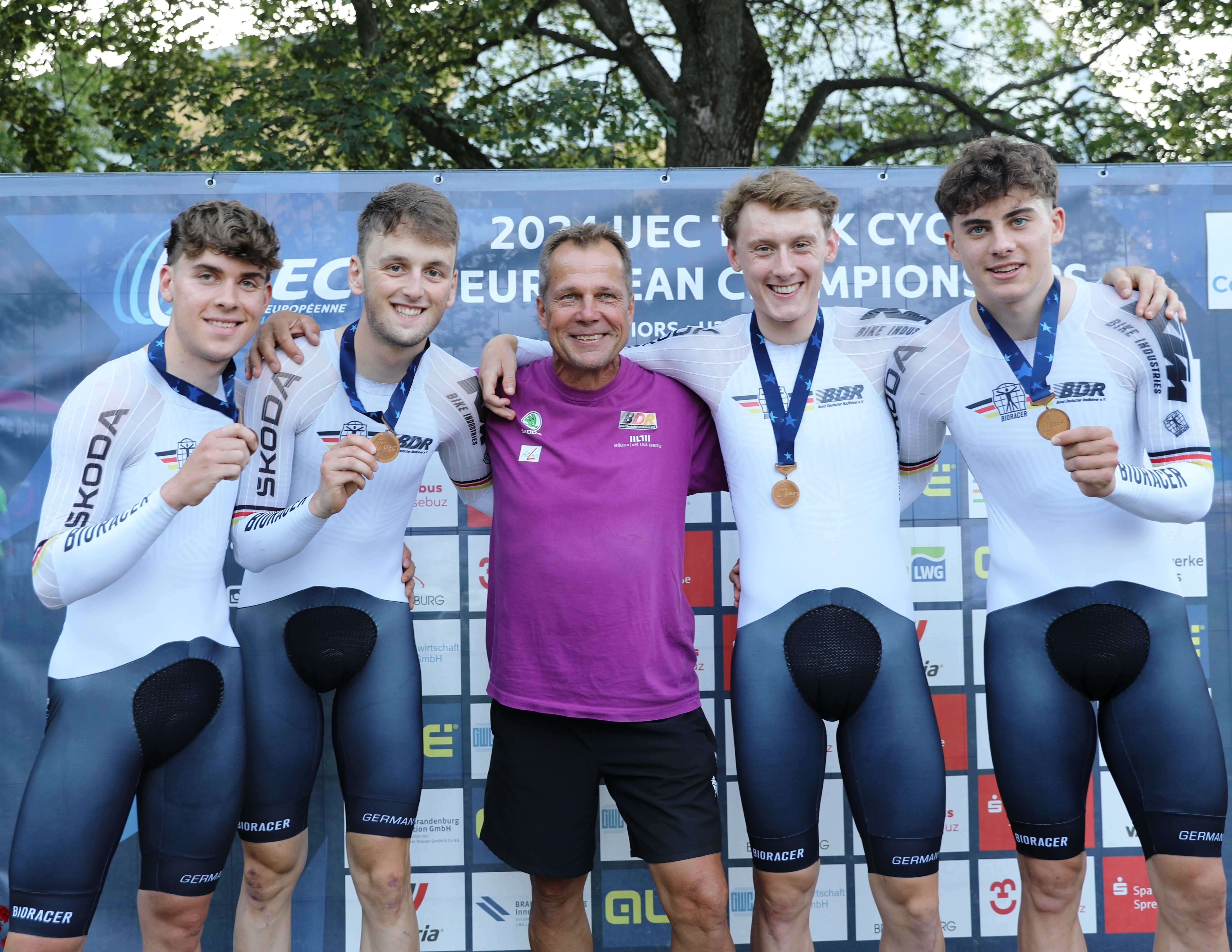
Championnat d'Europe espoirs 2024 (de gauche à droite) : Bruno Keßler, Ben Felix Jochum, l'entraîneur Frank Augustin, Leon Arenz et Benjamin Boos.

Bruno Keßler (né le 9 août 2005 à Leipzig) est un coureur cycliste allemand. Il participe à des compétitions sur route et sur piste.

## Biographie
Bruno Keßler est actif dans le cyclisme dans plusieurs disciplines depuis 2015. Il participe à des courses sur route, sur piste et en cyclo-cross. En 2022, il est champion d'Allemagne de la course aux points, de la course à l'américaine et de l'omnium chez les juniors (moins de 19 ans). Aux championnats d'Europe juniors, il remporte la médaille d'argent sur la poursuite par équipes. Quelques semaines plus tard, aux mondiaux sur piste juniors, il est médaillé d'or sur la course aux points, médaillé d'argent de la poursuite par équipes et troisième de l'américaine (avec Jasper Schröder). Aux Championnats sur piste juniors de 2023, il est de nouveau médaillé d'argent sur la poursuite par équipes et obtient le bronze sur l'omnium. 
En 2024, il rejoint l'équipe Rad-net Oßwald. En juillet, il est médaillé de bronze de la poursuite par équipes aux championnats d'Europe espoirs. En octobre, il participe à ses premiers mondiaux sur piste élites et décroche la médaille de bronze sur la poursuite par équipes,.

## Palmarès sur piste

### Championnats du monde
| Édition / Épreuve       | Poursuite par équipes | Course aux points | Américaine | Omnium |
| Tel Aviv 2022 (juniors) | Argent                | Or                | Bronze     |        |
| Cali 2023 (juniors)     | Argent                |                   |            | Bronze |
| Ballerup 2024           | Bronze                |                   |            |        |

### Championnats d'Europe
| Édition / Épreuve      | Poursuite par équipes | Américaine |
| Anadia 2022 (juniors)  | Argent                |            |
| Cottbus 2024 (espoirs) | Bronze                |            |
| Anadia 2025 (espoirs)  | Argent                | Argent     |

### Championnats nationaux
- 2022
  -  Champion d'Allemagne de course aux points juniors
  -  Champion d'Allemagne de course à l'américaine juniors
  -  Champion d'Allemagne d'omnium juniors
- 2023
  -  Champion d'Allemagne de poursuite juniors
  -  Champion d'Allemagne de course à élimination juniors

## Palmarès sur route
- 2025
  -  Champion d'Allemagne du contre-la-montre espoirs
  - 2e du Gran Premio della Liberazione